# Fortune
Fortune je americký, mezinárodně publikovaný ekonomický časopis, se sídlem v New York City. Je vydáván společností Fortune Media Group Holdings, vlastněnou thajským podnikatelem Chatchavalem Jiaravanonem. Časopis založil roku 1929 Henry Luce. Od svých konkurentů, populárně ekonomických časopisů Forbes a Bloomberg Businessweek, se snaží odlišovat delšími články, zkoumajícími představená témata více do hloubky.
Časopis pravidelně publikuje velmi známé seznamy velkých společností, řazených podle určitých kritérií. Nejznámějším je seznam  společností amerických (Fortune 500) a světových (Fortune Global 500), seřazených podle celosvětových výnosů, publikovaný každoročně již od roku 1955.
Časopis také každoročně vydává investory velmi očekávaného průvodce Fortune Investor’s Guide.